# Hornsey (stacja kolejowa)
Hornsey (kod stacji: HRN) – stacja kolejowa w Londynie, na terenie London Borough of Haringey, zarządzana i obsługiwana przez First Capital Connect. W roku statystycznym 2008-09 skorzystało z niej ok. 896 tysięcy pasażerów. Bezpośrednio obok stacji zlokalizowana jest stacja techniczno-postojowa First Capital Connect, będąca miejscem postoju i serwisu eksploatowanych przez tego przewoźnika elektrycznych zespołów trakcyjnych. 

## Galeria

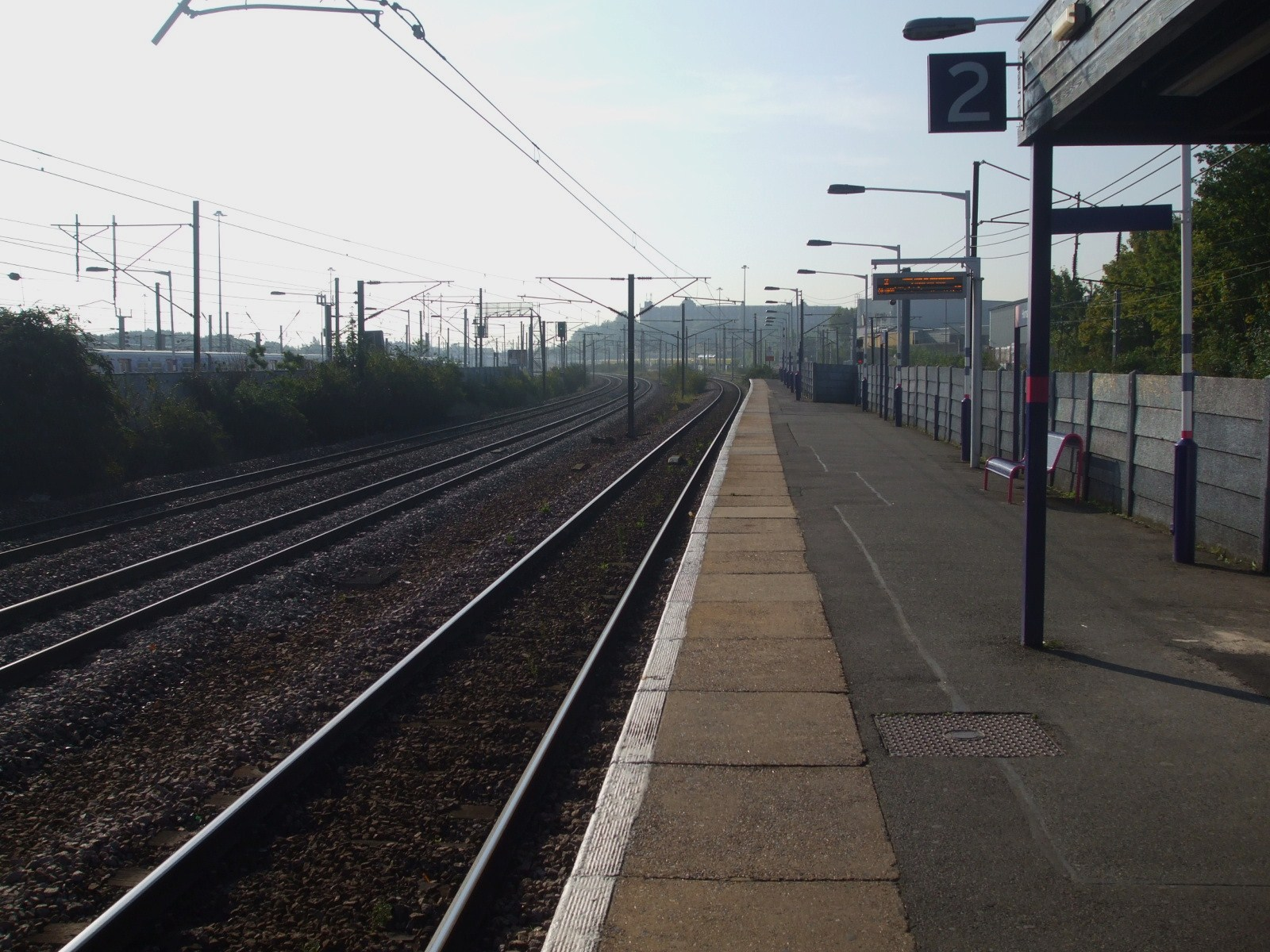
Jeden z peronów
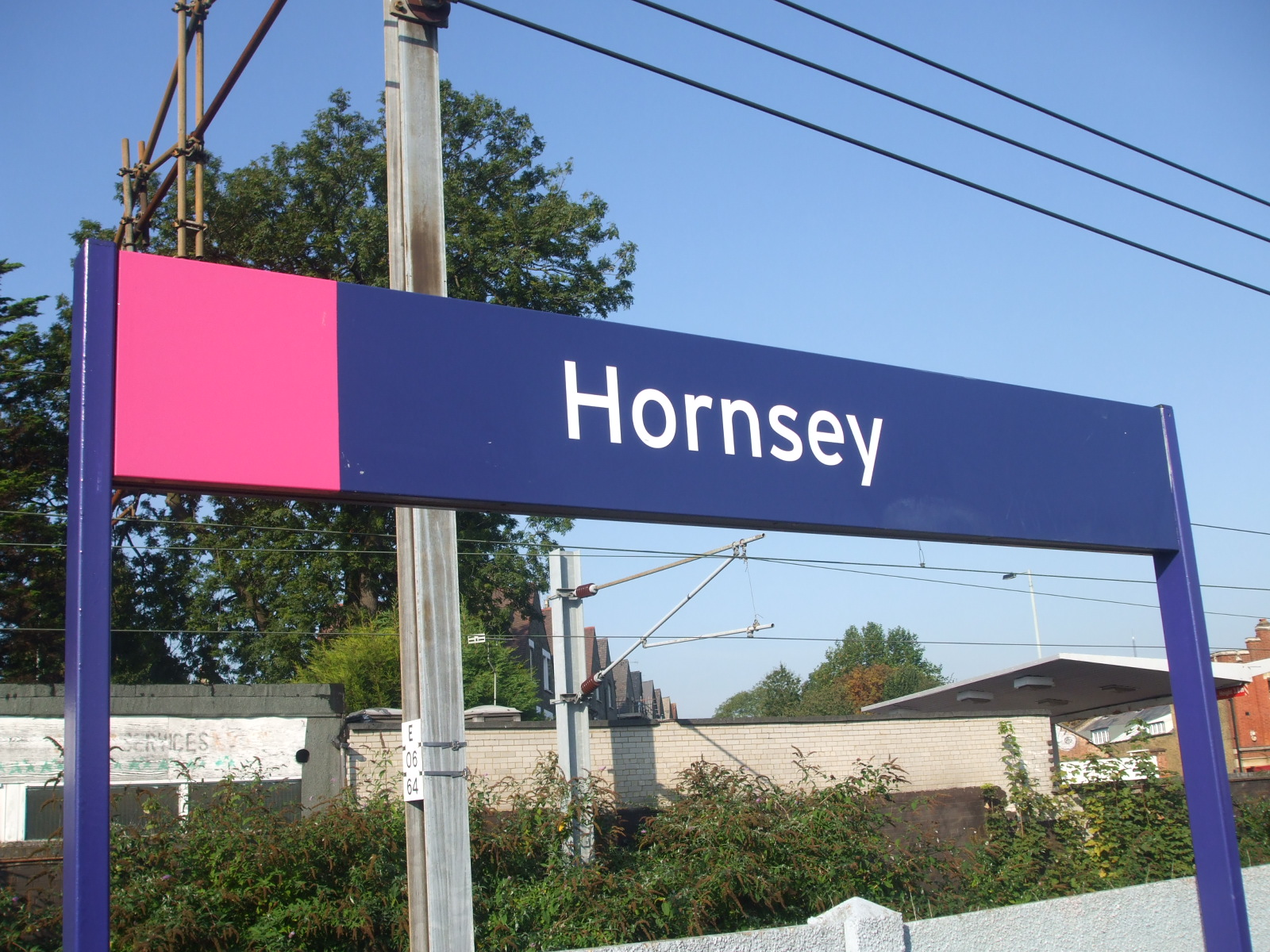
Tablica z nazwą stacji
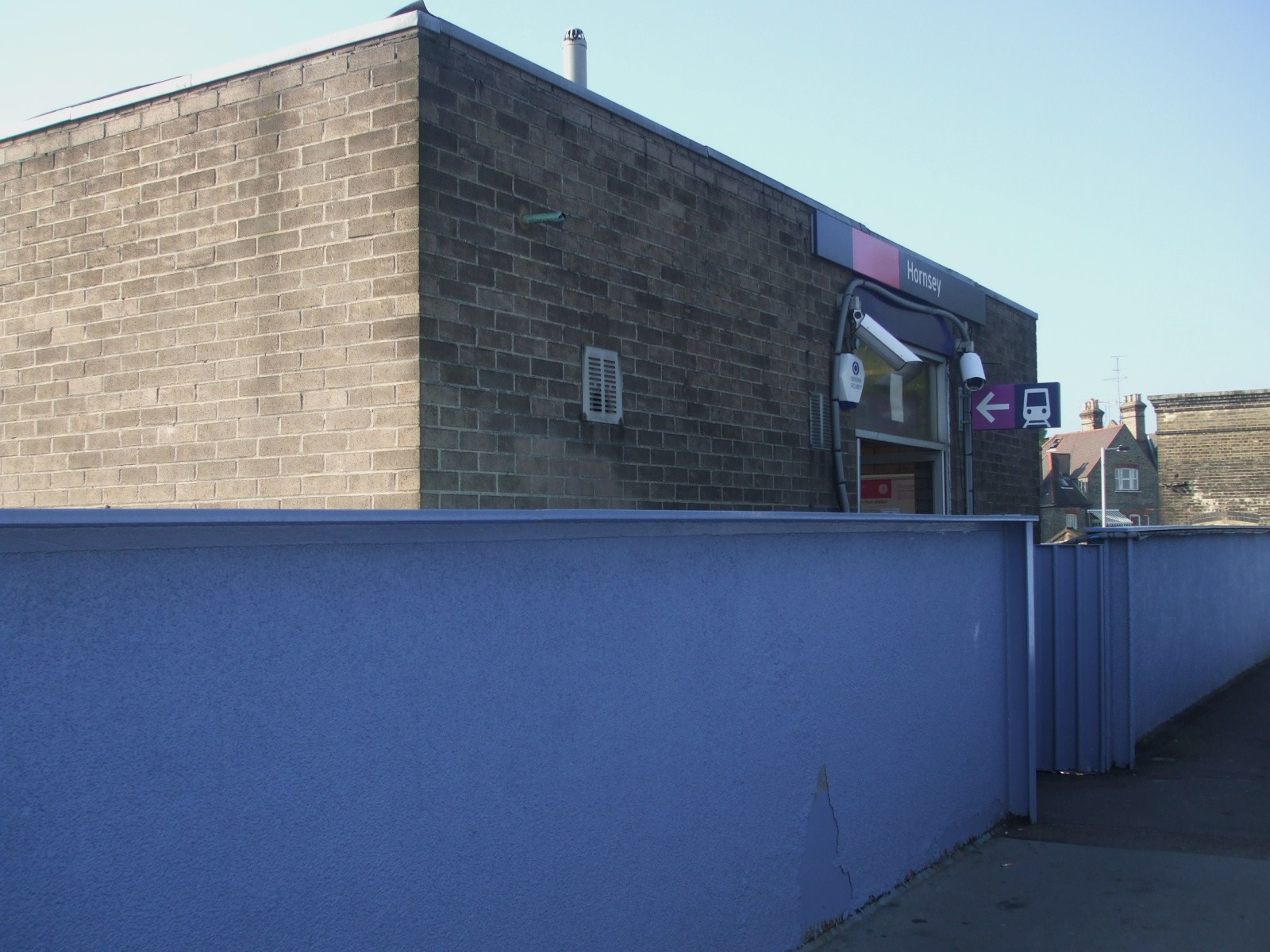
Kasa biletowa
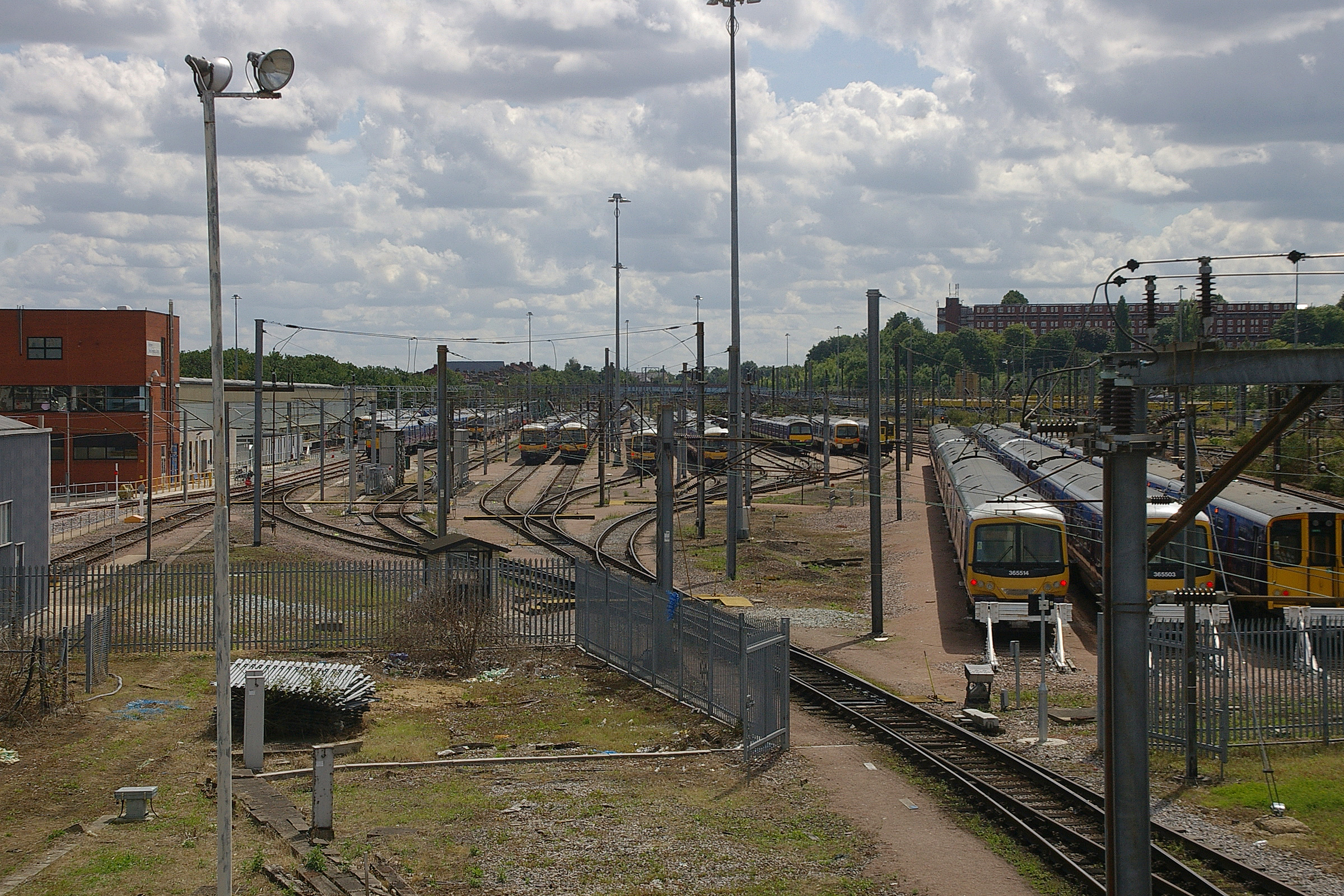
Stacja techniczno-postojowa położona obok stacji pasażerskiej